# Interoperativitat
La interoperativitat és la capacitat dels sistemes informàtics per la interconnexió, el funcionament conjunt de forma compatible i l'intercanvi de dades. Aquest concepte ha agafat un important relleu dins de l'administració pública i del dret administratiu, especialment, des del naixement de l'administració electrònica. L'objectiu principal de la interoperativitat en l'administració és la simplificació documental, així com evitar la duplicitat en la transacció documental, per tal d'evitar que l'administrat, o sigui el ciutadà, hagi d'aportar la mateixa documentació a diferents administracions quan aquestes ho requereixen, tal com fa referència la llei 30/1992 sobre el règim jurídic de les administracions públiques.